# Nossa Senhora da Expectação (Campo Maior)
Nossa Senhora da Expectação is een plaats (freguesia) in de Portugese gemeente Campo Maior en telt 3 788 inwoners (2001).